# کاکتوس‌های پرخار برزیلی
کاکتوس‌های پُرخار برزیلی (نام علمی: Facheiroa) نام یک سرده از زیرخانواده کاکتوس‌واریان است.